# Narodni park Matsalu
Narodni park Matsalu (prej Naravni rezervat Matsalu, estonsko Matsalu rahvuspark, pogosto samo Matsalu) je naravni rezervat in narodni park, ki leži v okrožjih Lääne in Pärnu v Estoniji. Narodni park Matsalu se razteza na območju 486,1 km², ki obsega zaliv Matsalu, delto reke Kasari, vas Matsalu in okolico.
Zaliv Matsalu je eno najpomembnejših območij močvirskih ptic v Evropi zaradi svoje odlične lege na vzhodnoatlantski preleti. Veliko število ptic selivk uporablja Matsalu kot počivališče. Vsako pomlad več kot dva milijona vodnih ptic leti mimo Matsaluja, od tega približno 1,6 milijona zimskih rac (Clangula hyemalis).
Narodni park Matsalu je dom številnih ogroženih vrst, od katerih jih je veliko uvrščenih na estonski Rdeči seznam IUCN, vključno z orlom belorepcem najvišje varstvene kategorije, številnimi vrstami ptic druge in tretje varstvene kategorije, 22 močno zavarovanih rastlinskih vrst, smrdlja (Epidalea calamita) in deset vrst sesalcev druge varstvene kategorije.[6]

## Opis
Narodni park Matsalu pokriva skupno površino 486,1 km², ki obsega zaliv Matsalu skupaj z delto reke Kasari in njenimi okoliškimi območji - poplavnimi ravnicami, obalnimi travniki, trstičevje, gozdovi, gozdnatimi travniki in odsekom Väinameri okoli ustje zaliva, ki vključuje več kot 50 otokov. 224,3 km² zavarovanega območja je kopenskega in 261,8 km² vodnega. Zaliv Matsalu je plitev, [[Somornica|brakičen in bogat s hranili. Zaliv je dolg 18 km in širok 6 km, vendar ima povprečno globino le 1,5 metra in največjo globino 3,5 m. Slanost vode je približno 0,7 promila. Dolžina obale zaliva je približno 165 km. Obala zaliva je brez visokih brežin in je posuta večinoma s prodom, z blatnim in poraščenim trsjem v najbolj notranjem, zaščitenem delu zaliva.
Reka Kasari je največja od številnih rek, ki se izlivajo v zaliv Matsalu. Delta reke Kasari ni v naravnem stanju zaradi poglabljanja med letoma 1930 in 1960; aluvialni travnik delte (40 km²), katerega večina se aktivno upravlja, je eden največjih odprtih vlažnih travnikov v Evropi. Trstičevje in rogoz, ki obkroža glavni kanal, se vsako leto razširi proti zahodu do 100 m. Letni dotok v zaliv Matsalu iz reke Kasari približno osemkrat presega prostornino samega zaliva; povprečno sezonsko nihanje reke Kasari presega 1,7 metra. Reke prenašajo velike količine s hranili bogatih sedimentov v zaliv iz več kot 3500 km² velikega drenažnega bazena. Sedimenti se odlagajo v rečnih estuarijih, kar omogoča širjenje trstičevja.
V Matsaluju je bilo zabeleženih skupno 282 vrst ptic, med katerimi je 175 gnezdilk in 33 vodnih ptic selivk. Na območju naravnega rezervata je registriranih 49 vrst rib in 47 vrst sesalcev ter 772 vrst višjih rastlin.
Vsako pomlad več kot dva milijona vodnih ptic leti mimo Matsaluja, vključno z 10.000–20.000 malih labodov (Cygnus columbianus), 10.000 rjavk (Aythya marila), Bucephala clangula, čopastimi črnicami (Aythya fuligula), velikim žagarjem (Mergus merganser) in mnogimi drugimi. Spomladi se na obalnih pašnikih ustavi kolonija do 20.000 beloličnih gosi (barnacle goose), več kot 10.000 sivih gosi in več tisoč pobrežnikov. Najštevilčnejše prehodne ptice (okoli 1,6 milijona) so zimske race. Približno 35.000–40.000 rac se spomladi prehranjuje v trstičevju. Jeseni okoli 300.000 vodnih ptic selivk prečka Matsalu. Mokrišče je največje jesensko postajališče navadnih žerjavov v Evropi. Največje zabeleženo število žerjavov v parku je bilo 23.000.

## Zgodovina
Znanstvene raziskave v Matsaluju so se začele okrog leta 1870, ko je Valerian Russow, kustos Naravoslovnega muzeja Univerze v Tartuju, podal kratek pregled ptic v bližini zaliva Matsalu. Med letoma 1928 in 1936 je Eerik Kumari raziskoval ptice v Matsaluju in leta 1936 predlagal ustanovitev tamkajšnjega varstvenega območja. Leta 1939 so bili deli zaliva (Virtsu-Puhtu) zaščiteni zaradi blata, ki se uporablja v blatnih kopelih.
Raziskave v Matsaluju so postale redne leta 1945, ko je Inštitut za botaniko in zoologijo Estonske akademije znanosti ustanovil raziskovalno bazo v Penijõeju. Naravni rezervat Matsalu je bil ustanovljen leta 1957, predvsem za zaščito ptic, ki gnezdijo, se lovijo in se selijo. Prvi stalni delavci (administratorji in znanstveniki) so začeli delovati leta 1958 in raziskovalna baza Penijõe je postala upravno središče novonastalega naravnega rezervata. Estonski center za obročkanje ptic (estonsko Rõngastuskeskus), koordinator obročkanja ptic v Estoniji, je prav tako v Penijõe.
Leta 1976 je bil Matsalu uvrščen na seznam mokrišč mednarodnega pomena v skladu z Mednarodno konvencijo o varstvu mokrišč (Ramsarska konvencija).
Svet Evrope je leta 2003 naravnemu rezervatu Matsalu podelil evropsko diplomo zavarovanih območij kot priznanje za uspeh parka pri ohranjanju raznolikosti habitatov ter številnih vrst ptic in drugih skupin živih organizmov v naravnem rezervatu. Matsalu je edini naravni rezervat v Estoniji, ki ima Evropsko diplomo. Diploma je bila leta 2008 podaljšana za pet let.
Leta 2004 je naravni rezervat Matsalu skupaj z okoliškimi območji postal narodni park Matsalu. Matsalu ima sedem stolpov za opazovanje ptic (Penijõe, Kloostri, Haeska, Suitsu, Jugasaare, Küdeva in Keemu) in tri pohodniške poti.

## Mednarodni festival naravoslovnega filma Matsalu
Mednarodni festival naravoslovnega filma Matsalu (estonsko Matsalu loodusfilmide festival) poteka vsako jesen v bližnjem mestu Lihula. Festival organizira neprofitna organizacija MTÜ Matsalu Loodusfilmide Festival, ki je bila ustanovljena konec leta 2003. Februarja 2010 je festival MTÜ Matsalu Loodusfilmide sodeloval z Estonskim državnim centrom za upravljanje gozdov (RMK) in bosta v prihodnje skupaj organizirala filmske festivale.
Prvi Festival je potekal med 3. in 5. oktobrom 2003 v Lihuli s tekmovalnim programom 23 filmov iz 7 držav. Festival je obiskalo več kot 2500 ljudi. Drugi festival je potekal med 23. in 25. septembrom 2004 z udeleženci iz 14 držav, tekmovalnim programom 35 filmov in okoli 5000 obiskovalci. Tretji festival je potekal med 22. in 25. septembrom 2005 s tekmovalnim programom 39 filmov iz 16 držav in več kot 7000 obiskovalci. Na četrtem festivalu, ki je potekal med 21. in 24. septembrom 2006, je sodelovalo 21 držav in 41 tekmovalnih filmov. Peti Matsalu Nature Film Festival je potekal med 19. septembrom in 23. septembrom 2007 in je imel več kot 7000 obiskovalcev. Organizatorji priznavajo, da se festival odvija v naravnem rezervatu, da se v majhnem mestu ne more veliko povečati, zato nameravajo na festival pripeljati večinoma evropske dokumentarne filme o naravi, hkrati pa ne pozabiti na teme, povezane s človekom.
Leta 2007 so organizatorji mednarodnega festivala prejeli okoljsko nagrado leta estonskega ministrstva za okolje. Ministrstvo je izpostavilo vztrajno in uspešno organizacijo filmskega festivala skozi leta, ki je populariziral varstvo narave in pomembno prispeval k okoljski ozaveščenosti.

## Galerija
- Suitsu travnik
- Jata beloličnih gosi
- otok Kumari
- Obala polotoka Puise
- Spomladanska poplava reke Kasari
- Reka Kasari
- Ribiške koče ob reki Suitsu v narodnem parku Matsalu
- Stari senik na koncu pohodniške poti Suitsu
- Pogled na obalo iz vasi Haeska
- Bale na polotoku Puhtulaid
- Stari dvorec Matsalu v vasi Matsalu
- Zapuščena destilarna vodke iz 19. stoletja v bližini graščine
- Majhno pristanišče Keemu
- Mreža in ribiške koče na reki Tuudi
- Porimägi